# Radial (Funktechnik)

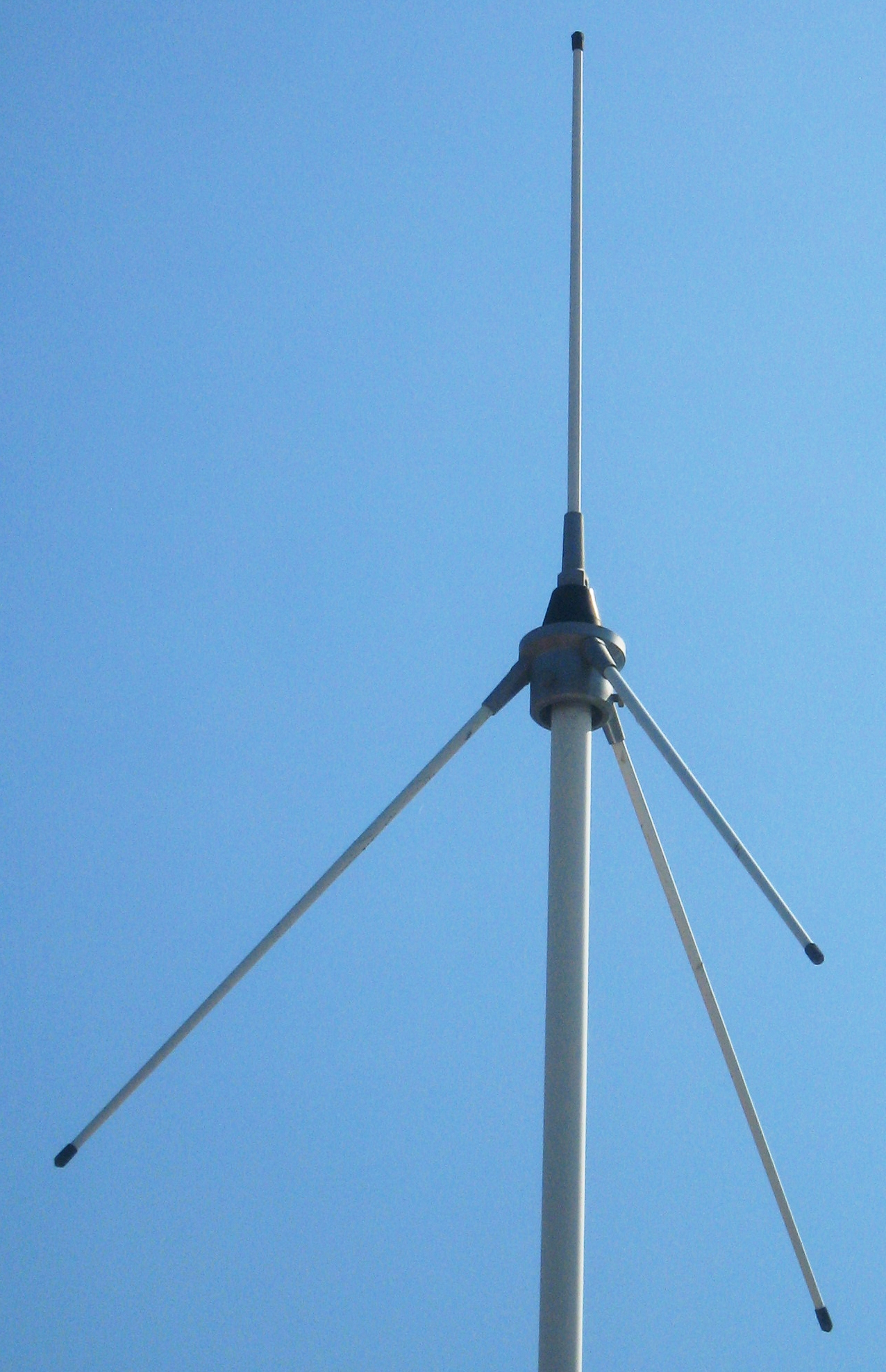
Oben auf dem Mast (dickes Rohr) montierte senkrecht nach oben zeigende Vertikalantenne mit hier drei nach unten geneigten Radials

Ein Radial (Plural: Radials), mit der ursprünglich von Radius (deutsch Speiche) abgeleiteten Bedeutung für speichenförmig angeordnete Stäbe, ist in der Funktechnik eine Anordnung von mindestens einem, zumeist mehreren metallischen Stäben, Bändern oder Drähten, die vom Fußpunkt einer Vertikalantenne strahlenförmig (radial) ausgehen, ähnlich den Speichen eines Kutschenrades.

## Funktion

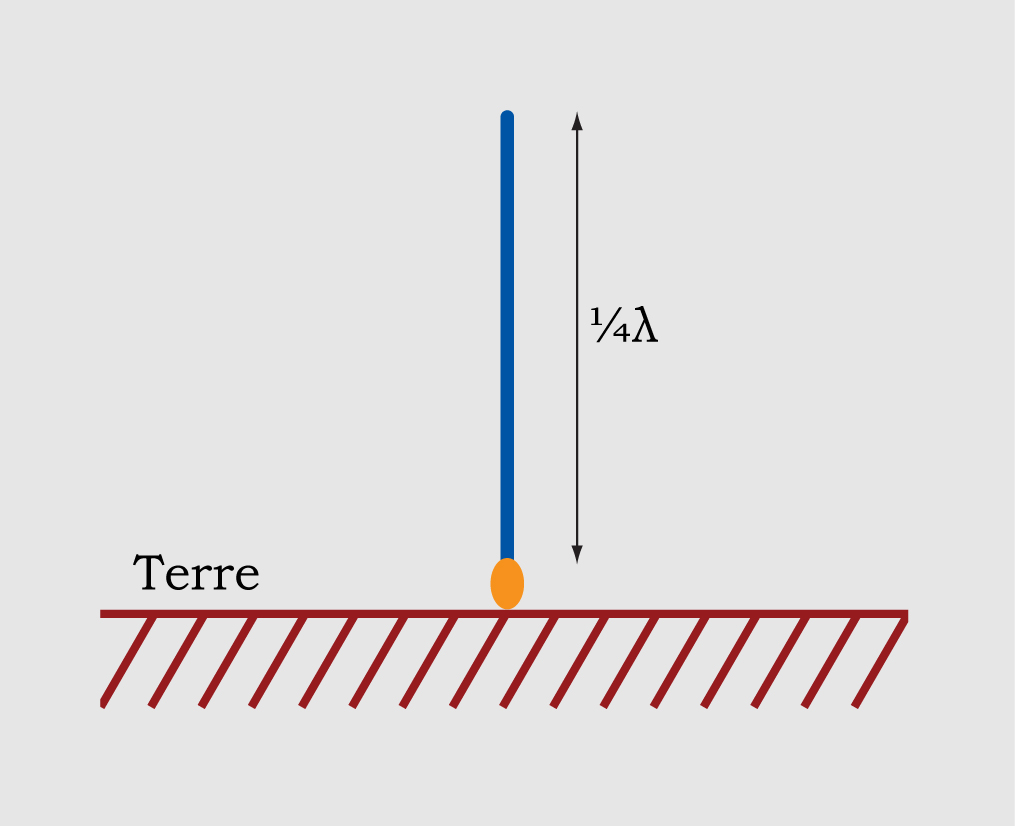
Der λ/4-lange Antennenstab über gut leitendem Grund

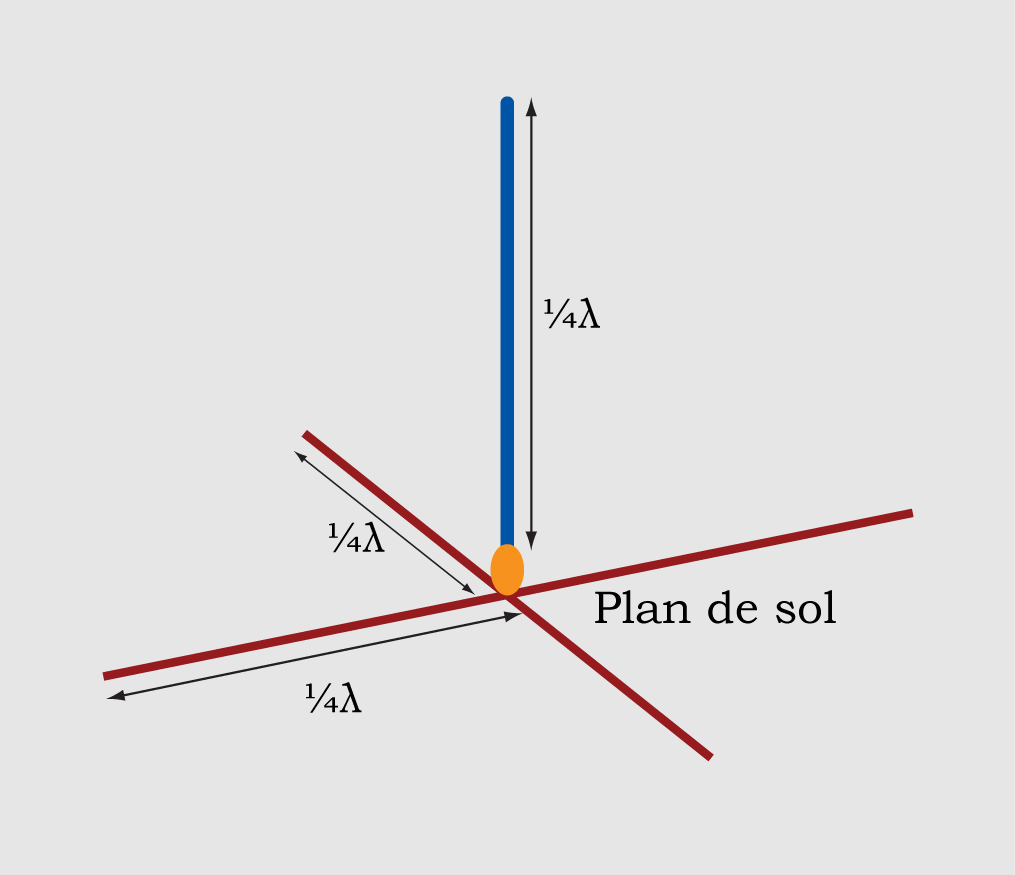
Prinzip der Radials (rot) einer Monopolantenne (blau)

Eine Vertikalantenne weist idealerweise eine Länge von einem Viertel der Wellenlänge (λ/4) auf. (Durch Einfügung einer Spule nahe dem Einspeisepunkt im Antennenfuß lässt sie sich mechanisch deutlich verkürzen. Auf diese Weise lassen sich handhabbare Stablängen auch bei niedrigeren Frequenzen wie beispielsweise 7 MHz (λ = 40 m) realisieren, bei denen ein λ/4-langer Antennenstab 10 Meter lang sein müsste.)
Da eine Vertikalantenne erdunsymmetrisch, zumeist über ein Koaxialkabel, gespeist wird, benötigt sie ferner noch ein elektrisches Gegengewicht, wodurch der erdunsymmetrische Monopol (durch „Spiegelung“) zu einem erdsymmetrischen Dipol ergänzt wird. Ideal geeignet zur Spiegelung ist eine elektrisch gut leitende Grundfläche (englisch ground plane) (rot im linken Bild), wie sie jedoch durch den Erdboden (im Gegensatz zu Meerwasser) aufgrund seiner zu geringen Leitfähigkeit oft nicht ausreichend gut gegeben ist. Insbesondere trockener Erdboden weist einen deutlich höheren Widerstand auf als eine metallische Fläche oder metallische Radials.
Eine Möglichkeit, das benötigte Gegengewicht zu realisieren, sind Erdnetze aus zumeist knapp unterhalb der Erdoberfläche verlegten Metalldrähten oder Bändern. Im weiteren Sinne werden auch diese als Radials bezeichnet. Für weit oberhalb des Grundes montierte Antennen (siehe Bild oben rechts) empfiehlt sich jedoch eine andere Lösung, nämlich die Anordnung von Radials die vom Erdboden abgesetzt (oberhalb der Erde) und isoliert sind. Im einfachsten Fall weisen die Radials (rot im Bild rechts) horizontal vom vertikalen Antennenstab weg.
Im allgemeinen Fall können sie jedoch, wie im Foto oben rechts zu sehen, auch zum Boden geneigt angeordnet werden. Hierdurch erreicht man eine Erhöhung der Eingangsimpedanz der Antenne, wodurch deren Anpassung verbessert und folglich das Stehwellenverhältnis (VSWR) verringert werden kann.